# スウェーデンの行政機関
スウェーデンの行政機関 (Regeringskansliet) の項では、国家レベルでスウェーデンの行政事務を担当する中央政府の行政機関について述べる。
スウェーデンの中央政府を構成する組織は行政組織令（Förordning med instruktion för Regeringskansliet, 法令番号 SFS 1996:1515）によって定められている。現在の中央政府は12省 (departement)、1官房 (Stadsrädberedningen)、1局 (förvaltningsavdelning) からなる。各省には関連する行政事務や審議を担当する、日本の行政機関の外局に類似した庁 (verk)、委員会 (n&auml:mnd)、参事会 (råd) 等の機関が、やはり行政組織令によって複数設置されている。
リクスダーゲンの選挙が行われた直後にたとえ省のような大きい組織であっても、スウェーデンでは他の省と統廃合することが多いことには留意する必要がある。